# Дудешть (Хунедоара)
Дудешть, Дудешті (рум. Dudești) — село у повіті Хунедоара в Румунії. Входить до складу комуни Лункою-де-Жос.
Село розташоване на відстані 313 км на північний захід від Бухареста, 21 км на північ від Деви, 100 км на південний захід від Клуж-Напоки, 126 км на схід від Тімішоари.

## Населення
За даними перепису населення 2002 року у селі проживали 105 осіб, усі — румуни. Усі жителі села рідною мовою назвали румунську.